# Izod Center
Izod Center este o arenă multi-funcțională acoperită din Complexul Sportiv Meadowlands din East Rutherford, statul  New Jersey.